# (4463) Marschwarzschild
(4463) Marschwarzschild – planetoida z pasa głównego asteroid okrążająca Słońce w ciągu 5 lat i 252 dni w średniej odległości 3,19 j.a. Została odkryta 28 października 1954 roku w Goethe Link Observatory (Indiana Asteroid Program) w Brooklynie w stanie Indiana. Nazwa planetoidy pochodzi od Martina Schwarzschilda (1912-1997), amerykańskiego astrofizyka. Została zaproponowana przez Franka Kelleya Edmondsona. Przed nadaniem nazwy planetoida nosiła oznaczenie tymczasowe (4463) 1954 UO2.